# Creysse, Lot
Creysse är en kommun i departementet Lot i regionen Occitanien i södra Frankrike. Kommunen ligger i kantonen Martel som tillhör arrondissementet Gourdon. År 2022 hade Creysse 311 invånare.

## Befolkningsutveckling
Antalet invånare i kommunen Creysse
| Referens: INSEE |